# Kościół św. Wiperta w Quedlinburgu
Kościół Św. Wiperta (niem. Wipertikirche) znajduje się na południowy zachód od wzgórza zamkowego w Quedlinburgu. Wraz z kolegiatą Św. Serwacego reprezentuje styl romański w tym mieście. Mimo burzliwych dziejów zachował do dziś najstarsze w mieście pozostałości architektury wczesnoromańskiej. 

## Dzieje
Najstarsze pozostałości średniowiecznych murów kościoła św. Wiperta sięgają poł. X w. W kościele znajduje się krypta z 1020. W 1146 konwent kanoników (od 961–964), do którego należał kościół, został przekształcony w klasztor norbertanów, który został rozwiązany w okresie reformacji w 1546. Kościół był następnie użytkowany jako świątynia ewangelików gmin Münzenberg oraz Westendorf. 
Wraz z rozwiązaniem opactwa żeńskiego w 1802 kościół św. Wiperta został wynajęty, a następnie sprzedany i używany jako stodoła. 
W latach 1936–1945 zajęty przez oddziały SS. 
Odnowiony w 1954–1958. Ponownie poświęcony w 1959. Odtąd użytkowany latem jako świątynia katolicka. W 1995 powstała fundacja mająca na celu opiekę nad kościołem.

## Krypta
Najstarszą zachowaną częścią kościoła jest zachowana niemal w całości krypta z czasów ottońskich, znajdująca się poniżej prezbiterium. Składa się z trzech naw z obejściem o podobnej wysokości i szerokości, środkowa nawa zamknięta jest półkolistą w planie absydą. Nawy są oddzielone charakterystycznymi dla sztuki ottońskiej naprzemianlegle ustawionymi filarami i kolumnami. 

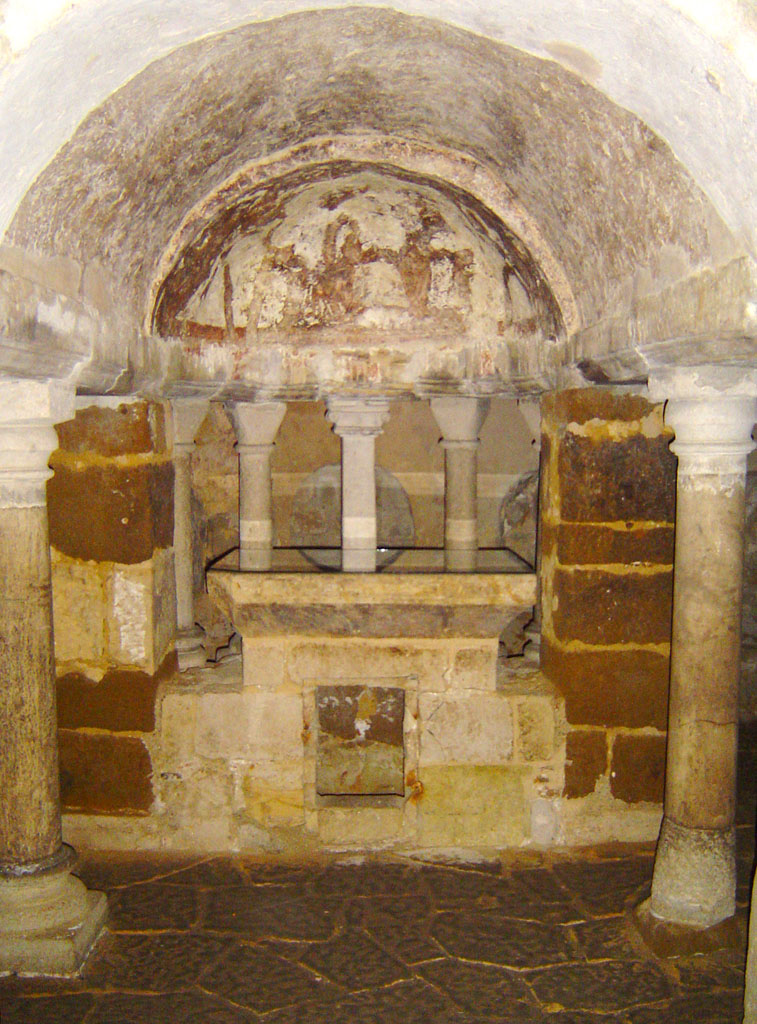
Krypta kościoła Św. Wiperta

## Architektura
Kościół jest zbudowany z ciosu kamiennego w formie trójnawowej bazyliki z wydzielonym prezbiterium, poniżej którego znajduje się krypta. Nawa główna i chór nakryte są otwartą więźbą dachową, nawy boczne drewnianym stropem. Architekturę zewnątrz jak i wewnątrz cechuje surowość i prostota silnie podkreślające bryłę kościoła. Surowe ściany posiadają umieszczone wysoko niewielkie półkoliście zamknięte okna. Artykulacja ścian nawy ograniczona jest do rzędu półkolistych arkad międzynawowych, wspartych na monumentalnych czworobocznych filarach, pozbawionych niemalże dekoracji rzeźbiarskiej. Północne wejście do kościoła w 1956 roku otrzymało portal przeniesiony z kościoła NMP na Münzerbergu w Quedlinburgu. Datowany na 1230 rok posiada profilowane archiwolta wsparte na parzystych kolumnach z bogato dekorowanymi motywami roślinnymi kapitelami. Na półkolistym tympanonie płaskorzeźbione przedstawienie Matki Boskiej z Dzieciątkiem w typie Sedes sapientiae; po bokach klęczący fundatorzy.

## Wyposażenie
W skład skromnego wyposażenia wchodzą: kamienna gotycka chrzcielnica w kształcie kielicha, zachowała na misie chrzcielnej szczątkowe fragmenty dekoracji w formie fryzu arkadowego oraz główki w narożnikach bazy. 
Późnogotycką rzeźbę reprezentuje XV-wieczna Pietà oraz tryptyk z rzeźbionymi figurami: Madonny z Dzieciątkiem umieszczonej w środkowej niszy (widoczna po zamknięciu ołtarza) oraz świętych rozmieszczonych parzyście kwaterach środkowej części oraz skrzydeł bocznych.